# 호콘 7세
호콘 7세(노르웨이어: Haakon VII [ho̞ːkɔ̞̈n][*], 본명: 크리스티안 프레데리크 카를 게오르그 발데마르 악셀(Chrisitan Frederik Carl Gerog Valdemar Axel), 1872년 8월 3일 ~ 1957년 9월 21일)는 노르웨이의 국왕(재위: 1905년 11월 18일 ~ 1957년 9월 21일)이다. 1905년 노르웨이가 독립 국가 지위를 회복한 이후에 즉위한 최초의 국왕이기도 하다.
덴마크 코펜하겐 근처의 샬로텐룬궁에서 훗날 덴마크의 프레데리크 8세 국왕으로 즉위한 프레데리크 왕자의 둘째 아들로 태어났으며, 덴마크의 카를 왕자(Prins Carl)로 불렸다. 1889년부터 1893년까지 덴마크 왕립 해군사관학교에 재학하면서 군사 교육을 받았으며, 1894년에는 덴마크 해군 중위 계급을 받았다. 1896년에는 영국의 에드워드 7세 국왕의 딸로 자신에게 고종사촌이 되는 웨일스의 모드와 결혼하였다.
1905년 스웨덴-노르웨이 동군연합이 해산되자 왕좌에 올랐으며, 다만 자신이 노르웨이의 국민 투표로 인정이 되면 왕좌를 받아들이겠다고 동의하였다. 그해 11월 12일 노르웨이 의회에서 군주제가 압도적으로 인정되자, 11월 18일에 노르웨이 의회로부터 국왕으로 선출되었다. 그는 호콘이라는 노르웨이어 이름을 얻었다.
호콘 7세는 2차례의 세계 대전 동안에 노르웨이를 통치한 것으로 유명하다. 민주주의의 옹호자였던 그는 1940년 독일 군대가 베저위붕 작전을 통해 노르웨이를 침공하자 가족과 함께 영국으로 망명하였다. 독일의 압력에 놓여있던 노르웨이 의회가 노르웨이 국민들이 독일군의 점령에 저항하던 과정에서 그에게 퇴위를 명령하였으나, 그는 거부하였다.
제2차 세계 대전이 끝나자 1945년에 귀국, 사망할 때까지 왕좌에 남아있었다. 1957년 9월 21일 오슬로에서 사망하였다.